# Madagaszkár az 1992. évi nyári olimpiai játékokon
Madagaszkár a spanyolországi Barcelonában megrendezett 1992. évi nyári olimpiai játékok egyik részt vevő nemzete volt. Az országot az olimpián 6 sportágban 13 sportoló képviselte, akik érmet nem szereztek.

## Atlétika
Férfi
| Versenyző               | Versenyszám | Előfutam | Előfutam | Előfutam | Elődöntő | Elődöntő | Elődöntő | Döntő   | Döntő    |
| Versenyző               | Versenyszám | Idő      | Hely.    | Össz.    | Idő      | Hely.    | Össz.    | Idő     | Helyezés |
| ----------------------- | ----------- | -------- | -------- | -------- | -------- | -------- | -------- | ------- | -------- |
| Hubert Rakotombélontsoa | 400 m gát   | 51,54    | 4.       | 35.      | kiesett  | kiesett  | kiesett  | kiesett | kiesett  |
| Alain Razahasoa         | Maraton     |          |          |          |          |          |          | 2:41:41 | 81.      |

| Versenyző          | Versenyszám | Selejtező | Selejtező | Döntő    | Döntő    |
| Versenyző          | Versenyszám | Eredmény  | Helyezés  | Eredmény | Helyezés |
| ------------------ | ----------- | --------- | --------- | -------- | -------- |
| Toussaint Rabenala | Hármasugrás | 16,84 m   | 14.       | kiesett  | kiesett  |

Női
| Versenyző                 | Versenyszám | Előfutam | Előfutam | Előfutam | Negyeddöntő | Negyeddöntő | Negyeddöntő | Elődöntő | Elődöntő | Elődöntő | Döntő   | Döntő    |
| Versenyző                 | Versenyszám | Idő      | Hely.    | Össz.    | Idő         | Hely.       | Össz.       | Idő      | Hely.    | Össz.    | Idő     | Helyezés |
| ------------------------- | ----------- | -------- | -------- | -------- | ----------- | ----------- | ----------- | -------- | -------- | -------- | ------- | -------- |
| Lalao Robine Ravaoniriana | 100 m       | 11,74    | 5.       | 33.      | kiesett     | kiesett     | kiesett     | kiesett  | kiesett  | kiesett  | kiesett | kiesett  |
| Lalao Robine Ravaoniriana | 200 m       | 23,58    | 4.       | 24.      | 23,63       | 6.          | 25.         | kiesett  | kiesett  | kiesett  | kiesett | kiesett  |
| Nicole Ramalalanirina     | 100 m gát   | 13,40    | 6.       | 23.*     | kiesett     | kiesett     | kiesett     | kiesett  | kiesett  | kiesett  | kiesett | kiesett  |

* - egy másik versenyzővel azonos időt ért el

## Cselgáncs
Férfi
| Versenyző                 | Versenyszám | Selejtező                                        | 32-es főtábla                   | Nyolcaddöntő      | Negyeddöntő       | Elődöntő          | Vigaszág első kör | Vigaszág nyolcaddöntő | Vigaszág negyeddöntő | Vigaszág elődöntő | Bronz- mérkőzés   | Döntő             | Helyezés |
| Versenyző                 | Versenyszám | Ellenfél Eredmény                                | Ellenfél Eredmény               | Ellenfél Eredmény | Ellenfél Eredmény | Ellenfél Eredmény | Ellenfél Eredmény | Ellenfél Eredmény     | Ellenfél Eredmény    | Ellenfél Eredmény | Ellenfél Eredmény | Ellenfél Eredmény | Helyezés |
| ------------------------- | ----------- | ------------------------------------------------ | ------------------------------- | ----------------- | ----------------- | ----------------- | ----------------- | --------------------- | -------------------- | ----------------- | ----------------- | ----------------- | -------- |
| Luc Rasoanaivo-Razafy     | Könnyűsúly  | Si Cseng-seng (Shi Chengsheng) (CHN) · 0000-1000 | kiesett                         | kiesett           | kiesett           | kiesett           |                   |                       |                      |                   |                   |                   | 34.      |
| Jean-Jacques Rakotomalala | Váltósúly   | Jahja Gregni (LBA) · 1000-0000                   | Gastón García (ARG) · 0000-1000 | kiesett           | kiesett           | kiesett           |                   |                       |                      |                   |                   |                   | 22.      |

## Ökölvívás
| Versenyző            | Versenyszám | Selejtező                               | Nyolcaddöntő                   | Negyeddöntő       | Elődöntő          | Döntő             | Helyezés |
| Versenyző            | Versenyszám | Ellenfél Eredmény                       | Ellenfél Eredmény              | Ellenfél Eredmény | Ellenfél Eredmény | Ellenfél Eredmény | Helyezés |
| -------------------- | ----------- | --------------------------------------- | ------------------------------ | ----------------- | ----------------- | ----------------- | -------- |
| Anicet Rasoanaivo    | Papírsúly   | O Cshongcshol (O Chong-Chol) (PRK) · KO | kiesett                        | kiesett           | kiesett           | kiesett           | 17.      |
| Heritovo Rakotomanga | Pehelysúly  | Wasesa Sabuni (SWE) · 22-14             | Daniel Dumitrescu (ROU) · 8-18 | kiesett           | kiesett           | kiesett           | 9.       |

## Súlyemelés
| Versenyző                | Versenyszám | Szakítás | Szakítás | Lökés    | Lökés    | Összesen | Helyezés |
| Versenyző                | Versenyszám | Eredmény | Helyezés | Eredmény | Helyezés | Összesen | Helyezés |
| ------------------------ | ----------- | -------- | -------- | -------- | -------- | -------- | -------- |
| Harinela Randriamanarivo | 60 kg       | 85,0     | 31.      | 110,0    | 30.      | 195,0    | 30.      |

## Tenisz
Női
| Versenyző                               | Versenyszám | 64-es főtábla                        | 32-es főtábla                                                                | Nyolcaddöntő      | Negyeddöntő       | Elődöntő          | Döntő             | Helyezés |
| Versenyző                               | Versenyszám | Ellenfél Eredmény                    | Ellenfél Eredmény                                                            | Ellenfél Eredmény | Ellenfél Eredmény | Ellenfél Eredmény | Ellenfél Eredmény | Helyezés |
| --------------------------------------- | ----------- | ------------------------------------ | ---------------------------------------------------------------------------- | ----------------- | ----------------- | ----------------- | ----------------- | -------- |
| Dally Randriantefy                      | Egyes       | Patricia Hy-Boulais (CAN) · 2-6, 1-6 | kiesett                                                                      | kiesett           | kiesett           | kiesett           | kiesett           | 33.      |
| Natacha Randriantefy                    | Egyes       | Helena Suková (TCH) · 0-6, 1-6       | kiesett                                                                      | kiesett           | kiesett           | kiesett           | kiesett           | 33.      |
| Dally Randriantefy Natacha Randriantefy | Páros       |                                      | Spanyolország (ESP) · Conchita Martínez · Arantxa Sánchez Vicario · 0-6, 0-6 | kiesett           | kiesett           | kiesett           | kiesett           | 17.      |

## Úszás
Női
| Versenyző                        | Versenyszám | Előfutam         | Előfutam         | Előfutam         | Döntő   | Döntő   | Döntő   | Helyezés |
| Versenyző                        | Versenyszám | Idő              | Hely.            | Össz.            | Típus   | Idő     | Hely.   | Helyezés |
| -------------------------------- | ----------- | ---------------- | ---------------- | ---------------- | ------- | ------- | ------- | -------- |
| Vola Hanta Ratsifa Andrihamanana | 50 m gyors  | 28,22            | 2.               | 43.              | kiesett | kiesett | kiesett | kiesett  |
| Vola Hanta Ratsifa Andrihamanana | 100 m gyors | 1:17,77          | 7.               | 38.              | kiesett | kiesett | kiesett | kiesett  |
| Vola Hanta Ratsifa Andrihamanana | 200 m mell  | nem állt rajthoz | nem állt rajthoz | nem állt rajthoz | kiesett | kiesett | kiesett | kiesett  |